# BlazBlue: Continuum Shift
BlazBlue: Continuum Shift (ブレイブルー コンティニュアム シフト?, BureiBurū: Kontinyuamu Shifuto) è un videogioco, del tipo picchiaduro in 2D, sviluppato dalla Arc System Works, seguito ufficiale di BlazBlue: Calamity Trigger, pubblicato prima come arcade, poi per Xbox 360 e PlayStation 3. La versione arcade gira su Taito Type X2, con una risoluzione di 768p e un aspect ratio di 16:9. Pubblicato il 20 novembre 2010 in Giappone, fu poi esportato in Europa il 3 dicembre 2010.

## Trama
Ambientato alcuni giorni dopo gli eventi di Blazblue: Calamity Trigger, Ragna The Blood-Edge è oggetto di discussione nella "Tredicesima Città Gerarchiale di Kagutsuchi", data la sua partecipazione nel "Bombardamento Misterioso" e nella "Visione di massa del Pentacolo Gigantesco". La polizia del Novus Orbis Librarium non offre spiegazioni ufficiali, i cittadini inquisiti dubitano sempre più dell'attendibilità dei loro guardiani e si diffondono complotti ovunque. Ragna ignora le dicerie e attende lo svolgersi degli eventi, continuando la sua vita di ricercato dalla autorità.

## Modalità di gioco
BlazBlue: Continuum Shift è un picchiaduro 2D tradizionale, pone due avversari in un duello a tempo limitato, o infinito, a scelta del giocatore, su un piano bidimensionale ma, in questo caso, su uno sfondo tridimensionale. Per vincere una partita, uno dei due giocatori deve azzerare l'energia dell'avversario usufruendo di tutti gli attacchi a disposizione nell'arsenale e applicando diverse tattiche in base al personaggio scelto. Tutti i personaggi di questo videogioco sono completamente diversi l'uno dall'altro, sia nell'aspetto che nella tipologia delle mosse. Ogni incontro del gioco viene chiamato "ribelle". Durante un "ribelle", entrambi i lottatori possono riempire la loro "Barra del Calore" per usufruire di "SUPER! uniche", oppure per cancellare all'istante un loro attacco, consumando il 50% del totale accumulato, oppure per effettuare un contrattacco istantaneo durante le parate. Accumulando danno, arrecando danno, oppure bloccando gli attacchi avversari esattamente al momento in cui hanno impatto sul proprio personaggio, si può aumentare la propria "Barra del Calore". Al motore del gioco sono state effettuate alcune modifiche: adesso ogni personaggio ha "Punti Primer" a disposizione: più un personaggio è massiccio, più sarà difficile sfondare la sua difesa, insomma.
Queste tacche vengono rimosse se si para un attacco con proprietà "Barrier Breaker", mentre ora la meccanica verte su un'azione con una maggiore frenesia. I "Punti Primer" li si riacquista co il tempo, o anche lasciandosi infrangere la barriera, per ripristinarli tutti, a costo di alcuni istanti di resa totale. L'"Infrangimento della Barriera" è stato rimpiazzato con l'"Infrangimento del Sigillo": ora, ogni personaggio dispone di un sigillo, utilizzabili per bloccare immediatamente gli attacchi avversari e allontanarli, oppure per farli volare in aria. Ora è fondamentale disporre di un "Sigillo" per realizzare le "Astral Finish", molte delle quali modificate nel metodo d'esecuzione e nettamente potenziate: è sempre richiesto il 100% della "Barra Heat", ma non servirà più, il 20% o meno dell'energia avversaria per finirlo con un "Astral Finish", ma ne servirà invece il 35% o meno. Le "Astral Finish", inoltre, si possono utilizzare anche nel secondo round se si è avvantaggiati, e non più solo all'ultimissimo, quando si è pari con l'avversario.

### Cambiamenti
Rispetto al gioco precedente, sono stati effettuati alcuni cambiamenti nella meccanica: sei personaggi totalmente nuovi: Tsubaki Yayoi e Hazama, Mu-12, Makoto Nanaya, Valkenhayn R. Hellsing, e Platinum the Trinity. Lambda-11 rimpiazza Nu-13: meccanicamente è una versione più bilanciata dello stesso personaggio. Quelli esistenti vengono nettamente modificati in alcuni aspetti fondamentali. I ritratti dei personaggi sono totalmente nuovi, ci sono nuove modalità di gioco mentre la storia è, di fatto, un seguito del titolo precedente.

## Personaggi
| Classici | Nuovi                            | Edizioni/DLC                                                                                              |
| --- | -------------------------------- | --- |
| - Ragna the Bloodedge - Jin Kisaragi - Noel Vermillion - Rachel Alucard - Taokaka - Carl Clover - Litchi Faye Ling - Arakune - Iron Tager - Bang Shishigami - Λ-11- - Hakumen | - Hazama - Tsubaki Yayoi - μ-12- | Continuum Shift II - Makoto Nanaya - Valkenhayn R. Hellsing - Platinum the Trinity Extend - Relius Clover |

### Tsubaki Yayoi
Tsubaki Yayoi (ラグナ＝ザ＝ブラッドエッジ?, Yayoi Tsubaki) Doppiata da: Asami Imai (Giapponese) | Julie Ann Taylor (Inglese).
Amica d'infanzia di Jin e Noel, compagna d'Accademia Militare e successivamente membro della Divisione Zero dei N.O.L.. Considera come un diritto avere la possibilità di studiare, ed è dotato di una personalità piuttosto originale. Nonostante tutto è una persona molto seria e riservata, membro della dignitosa famiglia Yayoi. Viene incaricata da Hazama di uccidere Noel e Jin, del quale Tsubaki ha una cotta, poiché hanno trasgredito al N.O.L. Sapendo che i due sono in possesso di armi micidiali, le Nox Nyctores, Tsubaki decide di impugnare la Izayoi: una potente arma tenuta dalla famiglia Yayoi per generazioni che, a chi la sua, "toglie la luce".
Drive Ability: Install (インストール?, Insutōru)Aumenta la potenza degli attacchi speciali. Quando l'indicatore è pieno, permette di attivare un attacco speciale con il tasto D, per scatenare una versione più potente e svuotare il manometro.
Distortion Finishes: 
- Macto Maledictis: è utilizzabile solo se il manometro del Drive è pieno. Si svuota nel corso della funzione di tale Distorsion, ma permette a Tsubaki di utilizzare liberamente, delle sue mosse, tutte le versioni speciali delle sue mosse.
- Confutatis Maledictis: Colpisce l'avversario con una sfera energetica emanata dalla Izayoi. Ha una variante la cui potenza è influenzata dall'indicatore della Drive.

Astral Finish: Requiem Aeternam: Tsubaki si trasforma in una sorta di angelo, e carica verso l'avversario. Se il colpo arriva a segno, Tsubaki finisce l'avversario con una lancia scagliata da una statua d'oro gigante.

### Makoto Nanaya
Doppiata da: Tomomi Isomura (Giapponese) | Cindy Robinson (Inglese).
Un'altra compagna di classe di Noel, Tsubaki e Jin, nonché loro migliore amica. È una Beastkin. Possiede alcune caratteristiche degli scoiattoli, cioè coda e orecchie, e si dice sia molto iperattiva, ma possiede una capacità di attenzione di breve durata. A prima vista, come Hazama, sembra lavorare per l'Intellingence del N.O.L, in realtà, è una spia della Sector Seven. Si tratta di un personaggio DLC pubblicato il 3 agosto 2010, su PSN e Xbox Live Marketplace.
Drive Ability: Impact (インパクト?, Inpakuto) Consente di usare mosse la cui potenza varia a seconda del livello. Per ottenere il livello 3, il livello massimo, bisogna avere un tempismo perfetto per mollare il tasto.
Distortion Finishes:
- Big Bang Smash: Evoca un pugno di enorme energia da usare contro l'avversario.
- Particle Flare: Colpisce l'avversario stordendolo, lo spedisce in aria con un montante e poi lo fa sbattere a terra con un altro pugno.

Astral Finish: Planet Crusher Makoto sferra un miriade di pugni al nemico per poi lanciarlo nello spazio con una tale forza che la luna si disintegra.

### Platinum The Trinity
Doppiata da: Aoi Yūki (Giapponese) | Laura Bailey (Inglese).
Una giovane ragazza con tre personalità interne di nome: Luna, Sena, e Trinity. Luna è una maleducata, e scortese. Sena invece è una ragazza educata, giovane, mentre Trinity è lo spirito di uno dei Sei Eroi, ma non può uscire spesso e svanisce rapidamente. In combattimento, sfodera il Nox Nyctores "L'Arma Reboare: Muchourin". Platinum The Trinity venne pubblicata il 10 maggio 2011, su Xbox 360, e su PSN il 12 maggio 2011.
Drive Ability Magical Symphony (マジカルシンフォニー?, Majikaru Shinfonī) Casualmente evoca un'arma magica e la equipaggia. Una volta che viene evocata un'arma magica, questa può essere usata per attaccare un avversario, ma solo per un numero di volte limitato.
Distortion Finishes:
- Miracle Jeanne: Evoca una versione più potente dell'arma evocata.
- Cure Dot Typhoon: Platinum gira su sé stessa colpendo l'avversario come un tornado.

Astral Finish Shining Layered Force: Elimina il nemico con un potente raggio energetico.

### Valkenhayn R. Hellsing
Doppiato da: Motomu Kiyokawa (Giapponese) | Doug Stone (Inglese).
È un lupo mannaro, ed anche uno dei Sei Eroi, nonché maggiordomo anziano di Rachel e consigliere di fiducia che ha servito la famiglia Aluçard da generazioni. Possiede uno spirito acuto e si preoccupa del benessere di Rachel. Il personaggio DLC venne pubblicato il 29 settembre 2010 negli Stati Uniti e per PS3 il 21 ottobre 2010, in Giappone per PSN. Valkenhayn venne pubblicato per Xbox 360 il 7 dicembre 2010, dopo un notevole ritardo.
Drive Ability Wehrwolf (ヴェーアヴォルフ?, Vēavorufu) Valkenhayn si trasforma in un lupo mannaro. Mentre si trova in tale forma non lo si può bloccare, ma la sua mobilità aumenta in modo significativo. Premendo D mentre è trasformato, tornerà Valkenhayn alla sua forma umana.
Distortion Finishes:
- Sturm Wolf: Colpisce l'avversario con una serie di sferzate.
- König Flug: Colpisce l'avversario con un calcio volante, per poi caricarlo nella sua forma lupina.

Astral Finish Blut Vollmond: Spedice il nemico in aria, si trasforma in lupo mannaro e lo finisce con una rapida serie di violente sferzate.

### Hazama / Yuuki Terumi
Doppiato da: Yūichi Nakamura (Giapponese) | Doug Erholtz (Inglese).
Antagonista principale della serie e uno dei Sei Eroi. Yuuki Terumi è in realtà un fantasma fuso con Kazuma Kuvaru. Assunse lo pseudonimo di Hazama, un capitano della divisione Intelligence del N.O.L. In un primo momento, sembra essere supervisionario di Noel e ne descrive le azioni nella sua sinistra e nascosta agenda.
Drive Ability Ouroboros (ウロボロス?, Uroborosu) Gli consente di usare il Nox Nyctores "Geminus Anguium: Ouroboros" per colpire il nemico o per avvicinarsi a lui senza pericolo.
Distortion Finishes:
- Serpent's Infernal Rapture: Colpisce il nemico con un calcio che lo spedisce in aria.
- Eternal Coils of the Dragon Serpent: Prende l'avversario con l'Ouroboros e lo colpisce con diversi tagli.

Astral Finish Hungry Darkness of 1 000 Souls: Una miriade di Ouroboros formano un gigantesco serpente che divora l'avversario.

### Lambda-11
Doppiata da: Kanako Kondō (Giapponese) | Cristina Valenzuela.
Un'imitazione dell'unità Murakumo creata da Kokonoe combina il corpo della replica dell'11 sperimentale di Saya con l'anima di Nu-13, recuperata dopo essere caduta nei cancelli degli inferi. Kokonoe ha completamente persp la sua memoria e, di conseguenza, Lambda-11 è solo interessata ad obbedire agli ordini di Kokonoe. Nonostante gli sforzi di Kokonoe, Lambda-11 possiede ancora sentimenti per Ragna.
Drive Ability Sword Summoner II (ソードサマナーII?, Sōdo Samanā Ni) Attacca tramite lame create da una sottile aria.
Distortion Finishes:
- Legacy Edge: Attacca l'avversario con una serie di spade lanciate ad alta velocità.
- Calamity Sword: Evoca una spada gigante che colpisce il nemico dall'alto.

Astral Finish Sword of Destruction: Lambda prende l'avversario, e, se la presa viene eseguita con successo, evoca una gigantesca spada che lo finisce.

### Mu-12
Doppiata da: (Vedi Noel) Non è altri che Noel, dopo aver svegliato i suoi veri poteri grazie a Yuuki Terumi. È una perfetta unità Murakumo che possiede il Kusanagi. Ha un obiettivo imposto da Terumi: distruggere l'unità Sankishin: Amaterasu e il mondo.
Drive Ability Steins Gunner (シュタインズガンナー?, Shutainzu Gannā) Evoca una torretta volante che spara contro l'avversario. Più viene premuto il tasto D, più si scatena un attacco ancora più potente.
Distortion Finishes:
- Wisdom of the Divines: Prende l'avversario e lo infilza con delle spade di luce.
- Blessed Mirror: Spara un potente raggio che tocca tutte le Steins Gunner in zona prima di colpire il nemico.

Astral Finish Sword of the Godslayer: Mu cattura l'avversario e lo finisce con una spada generata da lei stessa.

### Relius Clover
Doppiato da: Jun'ichi Suwabe (Giapponese), Travis Willingham (Inglese). Relius è un genio alchimista noto come il "burattinaio", ed è anche il padre di Carl e Ada Clover. Relius è responsabile della trasformazione di sua figlia Ada nel Nox Nyctores "Deus Machina: Nirvana" progettata durante la Guerra Civile Di Ikagura e, in seguito, della sua propria moglie Ignis Clover in "Fluctus Redactum: Ignis" che porta con sé. È uno degli antagonisti principali essendo l'alleato di Yuuki Terumi. Il personaggio DLC verrà pubblicato in Autunno / Inverno 2011, come pure in Continuum Shift II per PSP e 3DS come aggiornamento gratuito.
Drive Ability Detonator (デトネーター?, Detonētā) Premendo D, Relius evoca Ignis per assisterlo in combattimento.
Distortion Finishes:
- Req Vinum: Evoca degli ingranaggi che bloccano e danneggiano l'avversario.
- Vol Tedo: Invoca Ignis che blocca l'avversario con una sfera prima di farlo esplodere.
- Duo Bios: Simile al "Rhapdosy of Memories" di Carl Clover. Infatti, invoca Ignis che colpisce l'avversario con una serie di colpi.

Astral Finish The Puppeteer's Altar: Invoca Ignis che afferra l'avversario. A questo punto, Relius s'avvicina al nemico, divenuto ostaggio e privo di forze, le porte si chiudono, facendo supporre che il destino dell'avversario è ormai segnato.

## Conversioni
L'8 febbraio 2010 Famitsū rivela che Continuum Shift verrà convertito per Xbox 360 e PlayStation 3, con varie aggiunte ed un nuovo personaggio: Mu-12, la vera Noel Vermillion, boss segreto e sbloccabile.
Sul numero del 24 giugno 2010, Famitsu svela la nuova arrivata Makoto, la donna scoiattolo, come personaggio scaricabile disponibile sin dal 3 agosto 2010.
La conversione è Arcade Perfect, include nuovi sfondi, la Legion Mode di Calamity Trigger per PSP, sfondi migliorati, un tutorial, sfide simili a quelle di Street Fighter IV, con cui il giocatore può migliorare la propria esecuzione e meglio capire quale personaggio perfezionare. Inoltre, sono disponibili alcune patch con cui meglio bilanciare il gioco: la versione giapponese, pubblicata il primo luglio solo col doppiaggio giapponese; quella americana, pubblicata il 27 luglio 2010, con sia doppiaggio giapponese che inglese; un'edizione limitata con una statuetta di Noel Vermillion inclusa, il copione dettagliato della storia, colmo di curiosità, e una raccolta di immagini originali.

### Continuum Shift II
La prima revisione per Continuum Shift, BlazBlue: Continuum Shift II, pubblicata il 9 novembre 2010 contiene tutti i personaggi inclusi nella versione console, sia gratuiti che a pagamento, diversi bilanciamenti e cambiamenti cosmetici, come una nuova annunciatrice.
Toshimichi Mori, il produttore, confermò che Continuum Shift II sarebbe stato un aggiornamento scaricabile sia per PlayStation 3 e Xbox 360 per BlazBlue: Continuum Shift. L'aggiornamento per PlayStation 3, in America, è stato pubblicato il 17 maggio 2011, mentre quello europeo il 25 maggio 2011.
Sono state annunciate conversioni del gioco per PlayStation Portable e Nintendo 3DS, pubblicate poi in Giappone il 31 marzo 2011, con tutti i nuovi personaggi presenti, nuovi contenuti per approfondire la storia di costoro, la modalità "Abyss" e ulteriori bilanciamenti.
Un aggiornamento virtuale per il cabinato di Continuum Shift II è stato installato in tutti i cabinati il 15 luglio 2011: i cambiamenti includono un'interfaccia diversa, informazioni aggiuntive e la possibilità di selezionare gli sfondi di Calamity Trigger.
La rivista Play Generation diede alla versione per PlayStation Portable un punteggio di 77/100, trovandolo il miglior BlazBlue per una console portatile, ma che inventa poco e conserva diversi problemi. La stessa testata lo classificò in seguito come il terzo migliore titolo per PSP del 2011.

### Continuum Shift Extend
La seconda revisione per Continuum Shift, BlazBlue: Continuum Shift Extend, pubblicata il 17 dicembre 2011 per PlayStation Vita in Giappone, presenta una versione aggiornata della modalità storia Calamity Trigger chiamata per l'occasione Blazblue Calamity Trigger Reconstruction, Relius Clover è giocabile, sono state aggiunte quattro nuove storie per Platinum, Makoto, Valkenhayn e Relius, una nuova modalità di gioco chiamata Unlimited Mars e un nuovo filmato d'apertura con un rispettivo brano. Questa riedizione venne resa disponibile anche in Nord America il 14 febbraio 2012 ed in Europa il 24 dello stesso mese. Il 31 maggio del medesimo anno uscì anche per PlayStation Portable esclusivamente in madre patria mentre l'11 dicembre 2014 per Microsoft Windows a livello internazionale.
La rivista Play Generation diede alla versione per PlayStation Vita un punteggio di 86/100, trovandolo più tecnico ed esigente di Ultimate Marvel vs. Capcom 3 e con varie modalità di gioco, i cui lunghi tempi di caricamento potevano rappresentare un suo limite.

## Accoglienza
La rivista Play Generation classificò la versione originale del gioco come il migliore titolo picchiaduro del 2010.